# Team Dimension Data
Team Dimension Data (UCI-kod: DDD) är ett sydafrikanskt cykelstall. Laget är sponsrat av det sydafrikanska IT-företaget Dimension Data Holdings.

## Lagsammansättning

### 2017
| Laguppställning 2017                           | Laguppställning 2017 | Laguppställning 2017                        | Laguppställning 2017 |
| Namn                                           | Födelsedatum         | Tidigare lag                                |                      |
| ---------------------------------------------- | -------------------- | ------------------------------------------- | -------------------- |
| Igor Anton                                     | 2 mars 1983          | Movistar Team (2015)                        |                      |
| Natnael Berhane                                | 5 januari 1991       | Team Europcar (2014)                        |                      |
| Edvald Boasson Hagen                           | 17 maj 1987          | Team Sky (2014)                             |                      |
| Mark Cavendish                                 | 21 maj 1985          | Etixx-Quick Step (2015)                     |                      |
| Steve Cummings                                 | 19 mars 1981         | BMC Racing Team (2014)                      |                      |
| Mekseb Debesay                                 | 16 juni 1991         | Bike Aid (2015)                             |                      |
| Nicolas Dougall                                | 21 november 1992     |                                             |                      |
| Bernhard Eisel                                 | 17 februari 1981     | Team Sky (2015)                             |                      |
| Tyler Farrar                                   | 2 juni 1984          | Garmin-Sharp (2014)                         |                      |
| Omar Fraile                                    | 17 juli 1990         | Caja Rural-Seguros RGA (2015)               |                      |
| Ryan Gibbons                                   | 13 augusti 1994      | Dimension Data for Qhubeka (2016)           |                      |
| Nathan Haas                                    | 12 mars 1989         | Cannondale-Garmin (2015)                    |                      |
| Jacques Janse van Rensburg                     | 6 september 1987     | Burgos 2016-Castilla y León (2011)          |                      |
| Reinardt Janse van Rensburg                    | 3 februari 1989      | Giant-Shimano (2014)                        |                      |
| Ben King                                       | 22 mars 1989         | Cannondale-Drapac (2016)                    |                      |
| Merhawi Kudus                                  | 23 januari 1994      | World Cycling Centre (2013)                 |                      |
| Lachlan Morton                                 | 2 januari 1992       | Jelly Belly-Maxxis (2016)                   |                      |
| Adrien Niyonshuti                              | 2 januari 1987       |                                             |                      |
| Ben O'Connor                                   | 25 november 1995     | Avanti IsoWhey Sports (2016)                |                      |
| Serge Pauwels                                  | 21 november 1983     | Omega Pharma-Quick Step (2014)              |                      |
| Youcef Reguigui                                | 9 januari 1990       | Groupement Sportif Pétrolier Algérie (2012) |                      |
| Mark Renshaw                                   | 22 oktober 1982      | Etixx-Quick Step (2015)                     |                      |
| Kristian Sbaragli                              | 8 maj 1990           |                                             |                      |
| Daniel Teklehaimanot                           | 10 november 1988     | Orica-GreenEDGE (2013)                      |                      |
| Jay Robert Thomson                             | 12 april 1986        | UnitedHealthcare (2012)                     |                      |
| Scott Thwaites                                 | 12 februari 1990     | Bora-Argon 18 (2016)                        |                      |
| Johann van Zyl                                 | 2 februari 1991      |                                             |                      |
| Jacobus Venter                                 | 13 februari 1987     | Differdange-Magic-SportFood.de (2012)       |                      |
| Nicholas Dlamini (1 aug–31 dec, trainee)       | 12 augusti 1995      | Dimension Data for Qhubeka (2017)           |                      |
| Metkel Eyob (1 aug–31 dec, trainee)            | 4 september 1993     | Dimension Data for Qhubeka (2017)           |                      |
| Amanuel Gebrezgabihier (1 aug–31 dec, trainee) | 17 augusti 1994      | Dimension Data for Qhubeka (2017)           |                      |
|                                                |                      |                                             |                      |
| Källor: ProCyclingStats Cycling Quotient       |                      |                                             |                      |